# Asparagus inderiensis
Asparagus inderiensis är en sparrisväxtart som beskrevs av Carl Ludwig von Blume och Carl Friedrich von Ledebour. Asparagus inderiensis ingår i släktet sparrisar, och familjen sparrisväxter. Inga underarter finns listade i Catalogue of Life.